# Glyceria leptorhiza
Glyceria leptorhiza är en gräsart som först beskrevs av Carl Maximowicz, och fick sitt nu gällande namn av Vladimir Leontjevitj Komarov. Glyceria leptorhiza ingår i släktet glycerior, och familjen gräs. Inga underarter finns listade i Catalogue of Life.